# Аран-Елдерсли (Онтарио)
Аран-Елдерсли (енгл. Arran-Elderslie) је општина у Канади у покрајини Онтарио. Према резултатима пописа 2011. у општини је живело 6.810 становника.

## Становништво
Према резултатима пописа становништва из 2011. у граду је живело 6.810 становника, што је за 0,9% више у односу на попис из 2006. када је регистровано 6.747 житеља.
| 2006. | 2011. |
| ----- | ----- |
| 6.747 | 6.810 |